# Жайлибаев, Танырберген
Танырберген Жайлибаев (каз. Тәңірберген Жайлыбаев; 1899 год, Мангышлакский уезд, Закаспийская область, Туркестанский край, Российская империя — 1976 год) — председатель колхоза «Коммунизм», Герой Социалистического Труда.

## Биография
Родился в 1899 году. С 1918 по 1920 год служил в Красной Армии. С 1920 по 1930 год работал на железной дороге и на других различных производствах.
С 1930 по 1961 год в разное время был председателем колхозов «Ленинчиль», «Прогресс», «Дехкан», «Трудовосток» и «Коммунизм». В 1962 году после выхода на пенсию работал заместителем председателя колхоза по животноводству в колхозе «Коммунизм» Пахта-Аральского района Чимкентской области.
С 1963 по 1966 год работал агрономом колхоза имени Ералиева Мангистауского района Гурьевской области.
В 1956 году, будучи председателем колхоза «Коммунизм», эффективно организовал выращивание хлопка, собрав по 26,5 центнеров хлопка-сырца с гектара на участке площадью 1600 гектаров. Указом Президиума Верховного Совета СССР от 8 июня 1957 года удостоен звания Героя Социалистического Труда с вручением ордена Ленина и золотой медали «Серп и Молот» «за выдающиеся успехи, достигнутые в деле развития советского хлопководства, широкое применение достижений науки и передового опыта в возделывании хлопчатника и получение высоких урожаев хлопка-сырца».
С 1968 года — персональный пенсионер союзного значения.
Скончался в 1976 году.
В 1997 году Отделение «Трудовое» было переименовано в Село Танирбергена Жайлыбаева.

## Награды
- Герой Социалистического Труда
- Орден Ленина (1957)
- Орден Трудового Красного Знамени (05.11.1940) — «в связи с 20-летним юбилеем Казахской ССР, за достижения в развитии промышленности, сельского хозяйства, науки и искусства»
- Орден Отечественной войны 1 степени
- медалями ВДНХ СССР